# Мария Витебская
Мари́я Яросла́вна — единственная дочь последнего витебского князя Ярослава Васильковича, первая жена великого князя литовского Ольгерда. О её жизни известно крайне мало. Предполагается, что около 1318 года она была выдана замуж за Ольгерда, сына великого князя литовского Гедимина. Была единственной наследницей Витебского княжества. После смерти её отца около 1320 года княжество отошло Ольгерду.
Мария родила пятерых сыновей и по крайней мере одну дочь. Все дети Марии и Ольгерда росли на православных русских землях и сами были крещены по православному обряду. После смерти Марии (1346 ?) Ольгерд женился на Иулиании, дочери великого князя тверского Александра Михайловича. После смерти Ольгерда сыновья Марии и Иулиании начали борьбу за великокняжеский стол, окончившуюся в 1392 году компромиссным Островским соглашением.
Мария упомянута в «Сказании о Мамаевом побоище» под именем Анна. Это породило гипотезу о том, что у Ольгерда было три жены, но более простым объяснением является то, что "сказание" написано в XV веке, а его автор весьма вольно обходился с именами и хронологией событий.

## Дети
- Андрей (ок. 1328 — 12 августа 1399) — князь полоцкий и псковский;
- Дмитрий (ок. 1329 — 12 августа 1399) — князь брянский;
- Владимир (ок. 1330 — после 1386) — князь киевский;
- Константин (ок. 1331 — 1398) — князь черниговский;
- Фёдор (ок. 1332/1333 — ок. 1394) — князь ратненский и кобринский;
- Агриппина (ок. 1334—1393) — с 1354 года супруга князя городецко-суздальского Бориса Константиновича.

Информация о детях приведена по Л. Войтовичу.